# Euseius haramotoi
Euseius haramotoi är en spindeldjursart som först beskrevs av N. Prasad 1968.  Euseius haramotoi ingår i släktet Euseius och familjen Phytoseiidae. Inga underarter finns listade i Catalogue of Life.